# Чемберлен, Хьюстон Стюарт
Хьюстон Стюарт Чемберлен (англ. Houston Stewart Chamberlain; 9 сентября 1855, Саутси, Хэмпшир, Великобритания — 9 января 1927, Байройт, Германия) — англо-немецкий писатель, философ, один из основоположников «арийской» расовой теории.

## Биография
Родился 9 сентября 1855 года в городке Саутси, расположенном на острове Портси, графство Гемпшир, Англия, в семье британского адмирала. Изучал естественные науки в Женеве, эстетику и философию в Дрездене. Стал ревностным поклонником Рихарда Вагнера. Ещё в 1888 году статьёй, опубликованной на немецком языке, Чемберлен обратил на себя внимание Козимы Вагнер и вошёл в её ближайшее окружение, о чём свидетельствует его многолетняя переписка с вдовой Вагнера. Женившись на дочери композитора Еве Вагнер, Чемберлен в 1908 году поселился в Байройте (Германия), сделавшись фанатиком всего немецкого. Во время Первой мировой войны публиковал в немецкой прессе многочисленные антибританские статьи, получив за это на родине прозвище «английский перевёртыш». В 1917 году вступил в Немецкую отечественную партию. Идеологические концепции Чемберлена позднее нашли продолжение в теориях Гитлера, изложенных в «Майн кампф». Умер Чемберлен 9 января 1927 года.

## Идеи
Чемберлен не был ни историком, ни физическим антропологом. Его взгляды сложились под влиянием идей Рихарда Вагнера и Артюра де Гобино; в своих работах, посвящённых Вагнеру, «Замечания к Лоэнгрину» (Notes on Lohengrin, 1892), «Анализ вагнеровской драмы» (An analysis of Wagner’s drama, 1892), а также в биографии Вагнера (1895) Чемберлен подчёркивал героические тевтонские аспекты в его сочинениях.
Основная работа Чемберлена, принёсшая ему скандальную известность, — «Основы XIX века» — вышла в Мюнхене в 1899 году. Поставив перед собой задачу раскрыть основы, на которых покоился XIX век, Чемберлен писал, что европейская культура явилась результатом слияния пяти компонентов: искусства, литературы и философии Древней Греции; юридической системы и формы государственного управления Древнего Рима; христианства в его протестантском варианте; возрождающегося созидательного тевтонского духа; и отталкивающе-разрушительного влияния евреев и иудаизма в целом.
В I томе своей книги Чемберлен рассматривает события до 1200 г., наследие античного мира. С эллинизмом наступил небывалый расцвет человеческого интеллекта, — пишет Чемберлен. — Греки творили всюду — в языке, религии, политике, философии, науке, истории, географии. Вершиной этого созидательного духа стал Гомер. Но в наследии эллинов оказались и темные стороны: жестокие недальновидные демократии, отсутствие высокой политики, устаревшая мораль и упадок религии. Мир в долгу перед римлянами, избавившими его от семитско-арабского порабощения и позволившими «индо-тевтонской Европе стать бьющимся сердцем и мыслящим мозгом всего человечества». Греция, в отличие от Рима, по мнению Чемберлена, тяготела к Азии. Несмотря на двухтысячелетнее наследие, Рим не сумел противостоять распаду на своей огромной территории. Он сместил центр притяжения цивилизации в сторону Запада, неосознанно завершая акт мировой значимости. Но Рим оставил после себя невероятную мешанину различных типов и рас. Среди этого хаоса народов оказались и евреи — единственная раса, которой удалось сохранить чистоту крови. Силой же, противостоящей крошечной, но влиятельной еврейской нации, история избрала «арийцев».
Во II томе Чемберлен анализирует возрождение нового германского мира и борьбу за мировое господство. В этой борьбе участвуют, по мнению Чемберлена, три религиозных идеала: Восток (эллины), Север («арийцы») и Рим. На севере бывшей Римской империи «арийцам» удалось создать новую культуру, которая «несомненно является величайшим из всего, что было достигнуто человечеством до настоящего времени». Евреи сделались наследниками римского расового хаоса; «арийская раса» же оказалась в ответе за духовное спасение человечества. Все достижения науки, промышленности, политэкономии и искусства стимулировались и двигались вперед «арийцами».
Через всю книгу Чемберлена проходят красной нитью две основные темы: «арийцы» — как творцы и носители цивилизации, и евреи — как негативная расовая сила, разрушительный и вырождающийся фактор истории. Чемберлен рассматривал «арийцев» как единственную опору мирового развития. Евреи же заслуживали приговора, но не с позиций ненависти или подозрительности, а с позиций недосягаемых высот «арийского» превосходства.
Чемберлен называет рождение Христа наиболее важной датой в истории человечества. Но для всех должно быть очевидным, писал он, что Христос не был евреем, в нём не было ни капли еврейской крови, а называвшие его евреем были просто невежественными или лицемерными людьми.
Чемберлен осуществил фактический синтез существовавших в течении пангерманизма антисемитских школ с главенствующей позицией расизма. Уильям Ширер в книге «Взлёт и падение Третьего рейха» подчёркивал влияние Чемберлена на идеологию нацистов и лично Розенберга и Гитлера.

## Реакция на идеи Чемберлена
«Основы» Чемберлена стали необычайно популярны в Германии после того, как император Вильгельм II назвал его работу монографией величайшей важности. Критики взахлеб восхваляли книгу за блестящее высочайшее красноречие, огромную эрудицию и проницательность автора. В Англии же эта книга подверглась нападкам: её либо высмеивали, либо поносили резкой бранью.
Американские приверженцы нордической школы провозгласили Чемберлена величайшим зодчим нордической теории. С другой стороны, Теодор Рузвельт заявил, что теория Чемберлена исходит из глупой ненависти и что его «блестящие ляпсусы для нормального человека выглядят безусловным сумасшествием, отражением ненормальной психики… Ему нравится Давид, и на этом основании он тотчас делает его арийцем. Ему нравятся Микеланджело, Данте или Леонардо да Винчи, и он тут же сообщает, что они — арийцы. Он не любит Наполеона и потому утверждает, что Наполеон — истинный представитель безрасового хаоса».
Лидеры и идеологи нацистской Германии высоко оценивали идеи Чемберлена. Существует мнение, что именно эти идеи легли в основу расовой доктрины нацизма. В частности, Йозеф Геббельс называл его «отцом нашего духа».
О книге Чемберлена «Основы XIX столетия» высоко отзывался Л. Н. Толстой: «…книга Чамберлена очень хороша. […] Очень, очень благодарен вам за присылку её. Его утверждение о том, что Христос не был по расе евреем, совершенно справедливое и неопровержимо им доказанное, составляет только маленькую часть его превосходно задуманной книги. На вопрос ваш о том, как относиться к евреям, не могу вам иначе ответить, как так, как нас учит относиться к людям братьям учение Христа. Чем более они нам кажутся неприятны, тем большее усилие должны мы делать для того, чтобы не только победить это недоброжелательство, но и вызвать в душе своей любовь к ним. Такое отношение к ним, как и ко всем неприятным нам людям, одно может дать успокоение и нашим душам и вместе с тем самым действительным способом противодействовать их кажущемуся нам вредному влиянию». В экземпляре, хранящемся в яснополянской библиотеке, пометки Толстого на многих страницах.

## Запрет на распространение в РФ
В Российской Федерации произведение Чемберлена Хьюстона Стюарта «Евреи, их происхождение и причины влияния в Европе» внесено в список экстремистских материалов под № 4852 в соответствии с решением Советского районного суда г. Брянска от 19.12.2018.

## Сочинения
- Das Drama Richard Wagners, 1892.
  - Русский перевод: Чемберлен Х. С. Рихард Вагнер. — СПб.: «Владимир Даль», 2016. — 584 с. — ISBN 978-5-93615-175-0.
- Recherches sur La Seve Ascendante, Neuchâtel, 1897.
- The Life of Wagner, Munich, 1897, translated into English by G. Ainslie Hight.
- Grundlagen des Neunzehnten Jahrhunderts, 1899.
- Immanuel Kant. Die Persönlichkeit als Einführung in das Werk, Munich: F. Bruckmann, 1905, 786 pages.
- The Foundations of the Nineteenth Century, translated into English from the German by John Lees, M.A., D.Lit
  - Русский перевод: Чемберлен Х. С. Основания девятнадцатого столетия / Пер. Е. Б. Колесниковой. В 2 т. Т. I. — СПб.: «Русский миръ», 2012. — 688 с. — ISBN 978-5-904088-15-6, ISBN 978-5-904088-16-3 (т. I); Т. II. — СПб.: «Русский миръ», 2012. — 479 с. — ISBN 978-5-904088-15-6, ISBN 978-5-904088-17-0 (т. II).
  - Перевод 5-й главы в виде отдельного издания:
    - Евреи, их происхождение и причины их влияния в Европе: Пер. с нем. / Гаустон Стюарт Чамберлен. — Санкт-Петербург: А. С. Суворин, 1906[15].
    - Евреи, их происхождение и причины их влияния в Европе: Пер. с нем. / Гаустон Стюарт Чамберлен. — 2-е изд. — Санкт-Петербург: А. С. Суворин, 1907[16].
    - Евреи, их происхождение и причины их влияния в Европе: Пер. с нем. / Гаустон Стюарт Чамберлен. — 3-е изд. — Санкт-Петербург: А. С. Суворин, 1907[17].
    - Евреи, их происхождение и причины их влияния в Европе: Пер. с нем. / Гаустон Стюарт Чамберлен. — 4-е изд. — Санкт-Петербург: А. С. Суворин, 1907[18].
    - Евреи, их происхождение и причины их влияния в Европе: Пер. с нем. / Гаустон Стюарт Чамберлен. — 5-е изд. — Санкт-Петербург: А. С. Суворин, 1910[19].
    - Евреи, их происхождение и причины их влияния в Европе. / Гаустон Стюарт Чамберлен. — Севастополь: «ДиВо», 2014. — 252 с. ISBN 978-966-8504-08-2
- Чемберлен Х. С. Арийское миросозерцание. — М.: «Русская Правда», 2013. — 64 с. — ISBN 978-5-905805-10-3.